# 300003
300003 is het vijfde album en derde ep van Loom. Het werd uitgegeven ter ondersteuning van een aantal optredens van de band. De band lag enige stil vanwege het overlijden van Edgar Froese, vader van Jerome Froese en ex-collega uit Tangerine Dream van Johannes Schmoelling. Het album is gedurende 2015 en 2016 opgenomen in de Moontide geluidsstudio in Berlijn. Het verscheen in een oplage van 500 stuks bij Moonpop, het platenlabel van Jerome Froese. Tegelijkertijd met het album werd aangekondigd dat de band bezig was met de opnamen voor een nieuw studioalbum.

## Musici
- Jerome Froese – synthesizers, elektronica
- Johannes Schmoelling – synthesizers, elektronica
- Robert Waters – synthesizers, elektronica

## Muziek
| Nr. | Titel               | Duur |
| --- | ------------------- | ---- |
| 1.  | Below the playfield | 6:54 |
| 2.  | Bit byter           | 4:23 |
| 3.  | Time scanner        | 4:44 |